# Glaucidium palmatum

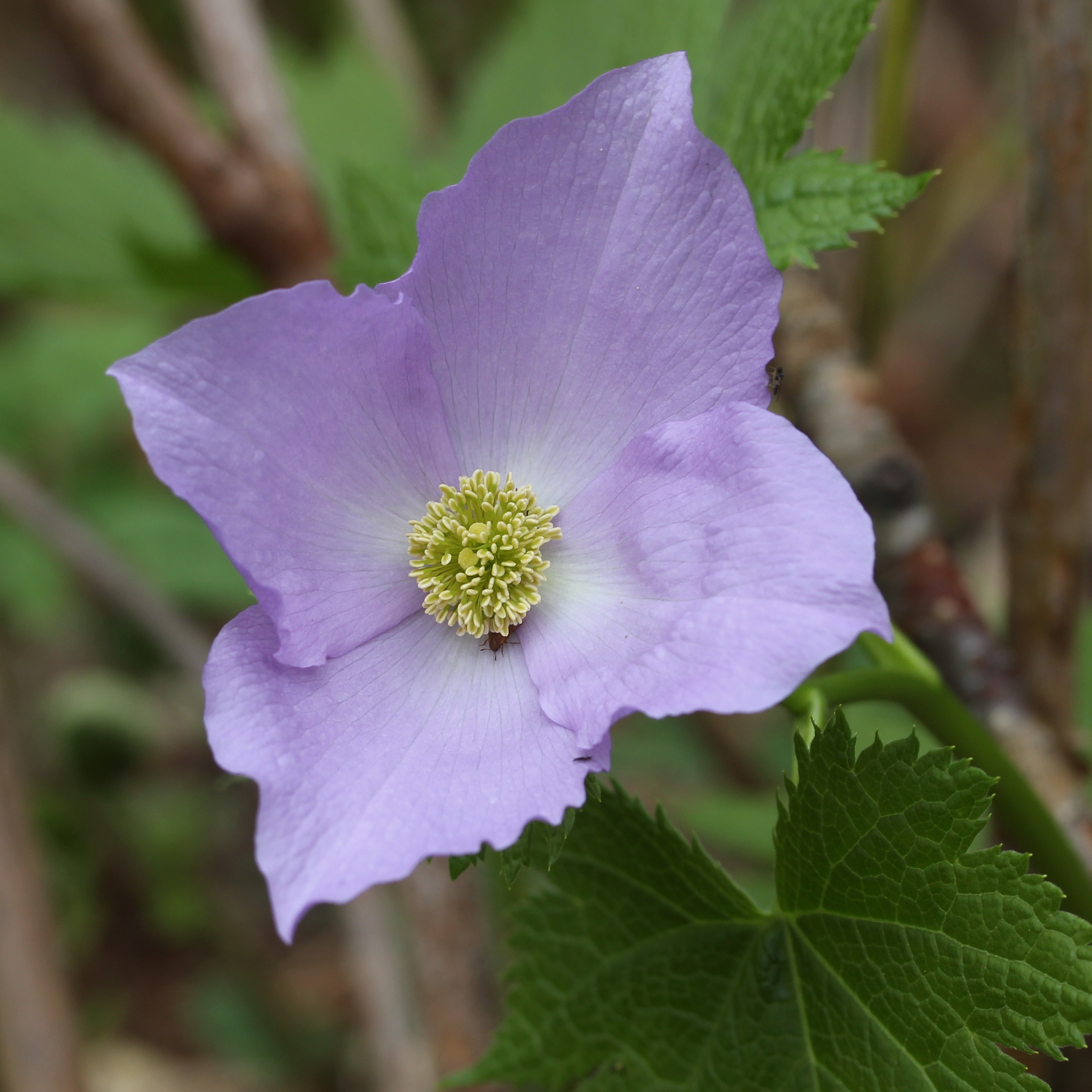
Detail květu glaucidia

Glaucidium palmatum je rostlina z čeledi pryskyřníkovité a jediný druh rodu glaucidium. Je to vytrvalá bylina s dlanitě laločnatými listy a velkými modrými květy s mnoha tyčinkami. Plodem je měchýřek. Pochází z horských poloh středního a severního Japonska.
Občas se pěstuje jako atraktivní skalnička či stínomilná trvalka (hajnička).

## Popis
Glaucidium palmatum je vytrvalá bylina s masivním, nepravidelně sympodiálně větveným podzemním oddenkem a vzpřímenou, olistěnou lodyhou. Dorůstá výšky asi 30 až 45 cm. Listy jsou ostře dlanitě laločnaté, přízemní dlouze řapíkaté.
Květy jsou velké, nápadné, oboupohlavné, o průměru 5 až 8 cm, jednotlivé na vrcholu lodyhy nebo řidčeji po dvou. Okvětí je opadavé, složené ze 4 bledě modropurpurových, petaloidních, široce vejčitých, rozestálých kališních lístků. Koruna chybí. Tyčinek je mnoho. Gyneceum je složené ze 2 přisedlých, na bázi krátce srostlých pestíčků (někdy je vyvinut jen jeden). Plodem je souplodí měchýřků obsahujících mnoho plochých, vejčitých semen opatřených na okraji širokým křídlem.

## Rozšíření
Druh se vyskytuje jako endemit výhradně v Japonsku, kde roste v horských polohách na ostrovech Hokkaidó a Honšú.

## Obsahové látky
Glaucidium na rozdíl od většiny jiných zástupců čeledi pryskyřníkovité neobsahuje alkaloidy. V rostlině byly zjištěny biologicky účinné kumariny, zejména glaupalol a odvozené sloučeniny.

## Taxonomie
Rod Glaucidium je v rámci čeledi Ranunculaceae řazen do samostatné monotypické (zahrnující jediný druh) podčeledi Glaucidioideae, která představuje bazální vývojovou větev dané čeledi. V minulosti nebylo zařazení do čeledi u rodu Glaucidium ustálené a byl řazen mj. do čeledi Podophyllaceae (nyní součást Berberidaceae), Hydrastidaceae, Papaveraceae nebo dokonce Paeoniaceae.
V roce 1904 byl z čínského S’-čchuanu popsán druh Glaucidium pinnatum, jméno je v současné taxonomii považováno za synonymum G. palmatum.

## Význam

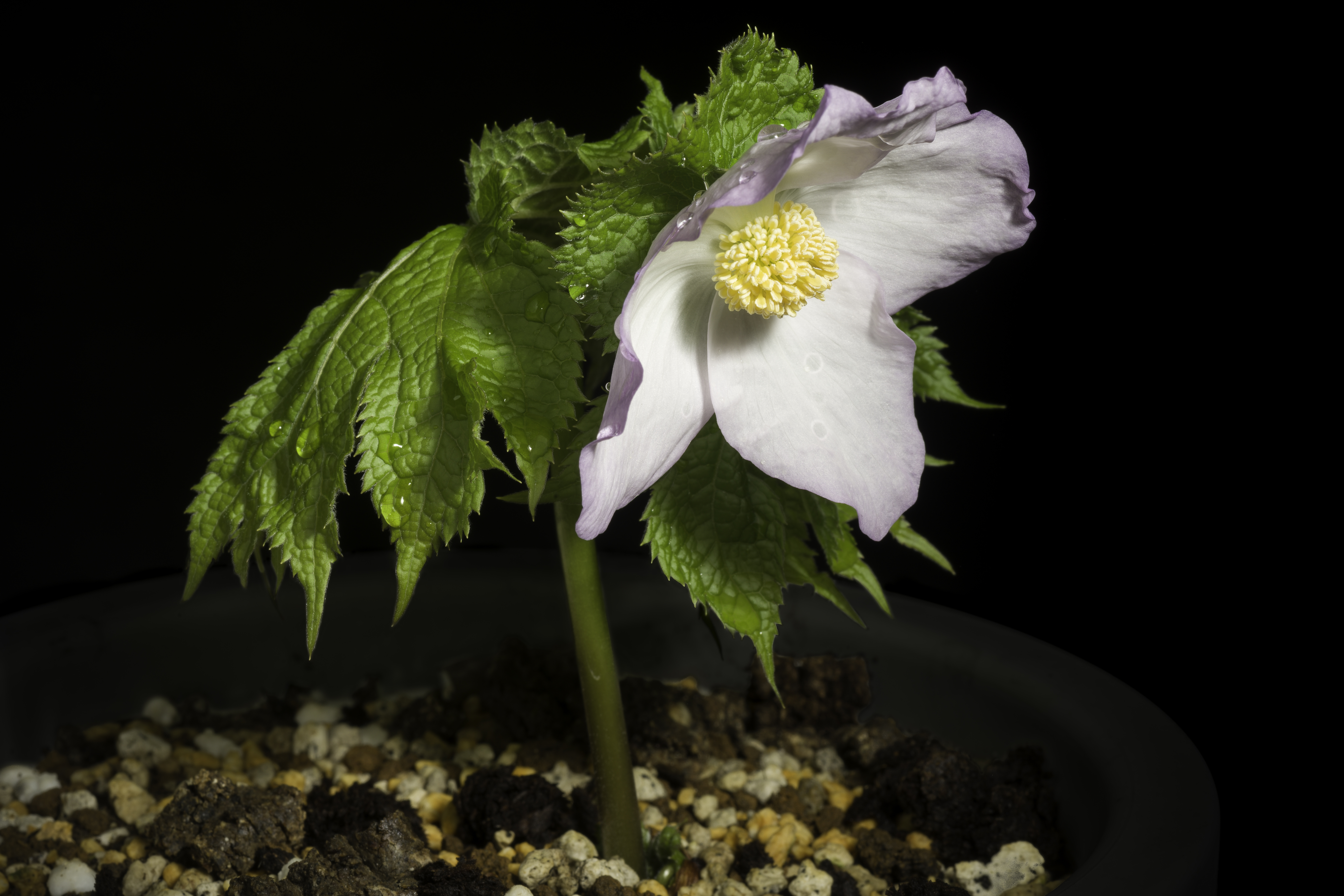
Bělokvětá forma glaucidia

Glaucidium je občas pěstováno jako stínomilná trvalka s atraktivními listy i květy. Výjimečně bývá nabízena i bělokvětá forma (var. leucanthum). Hodí se zejména do společnosti bohyšek, kapradin, čechrav a obdobných stínomilných trvalek. Na vhodném stanovišti se pomalu rozrůstá a vytváří skupiny. Nejlépe se jí daří na stinném nebo polostinném, vlhkém stanovišti při okraji listnatého lesa. Lokalita musí být chráněna před vysušujícími větry. Vyžaduje hlubší, kyselou, humózní, stále vlhkou, ale dobře propustnou půdu. Nesnáší suchá a horká léta. Kvete na jaře a v časném létě. Množí se opatrným dělením oddenků v časném jaře. Je možno ji množit i výsevem semen, ta však klíčí pomalu a semenáčky dorůstají do květuschopné velikosti několik let. Na jaře bývá rostlina napadána šneky a slimáky.